# Union Sint-Gillis
Union Sint-Gillis, volledig Royale Union Saint-Gilloise (Koninklijke Union Sint-Gilles), is een Belgische voetbalclub afkomstig uit Sint-Gillis in Brussel. De club werd opgericht in 1897 en speelt vanaf de jaren twintig in het Joseph Marienstadion, in buurgemeente Vorst, dat sinds 2018 een theoretische capaciteit van 9.400 plaatsen heeft. In de praktijk mogen er zo'n 8.000 tickets worden verkocht voor een wedstrijd. De club is aangesloten bij de Belgische Voetbalbond met stamnummer 10 en heeft blauw-gele clubkleuren. Union was de succesvolste Belgische club voor de Tweede Wereldoorlog en wist elfmaal de landstitel te veroveren. Het laat daarmee vooralsnog enkel RSC Anderlecht en Club Brugge voor zich. Daarnaast won de club driemaal de Beker van België. Sinds 2021 speelt Union na een afwezigheid van 48 jaar weer in de Eerste klasse A, de hoogste voetbalklasse van België. In het seizoen 2024-25 werd het voor de twaalfde keer landskampioen in die klasse, voor het eerst in 90 jaar, waarmee de club het record verbrak van Blackburn Rovers, dat tussen 1914 en 1995 81 jaar op een landstitel had moeten wachten.

## Geschiedenis

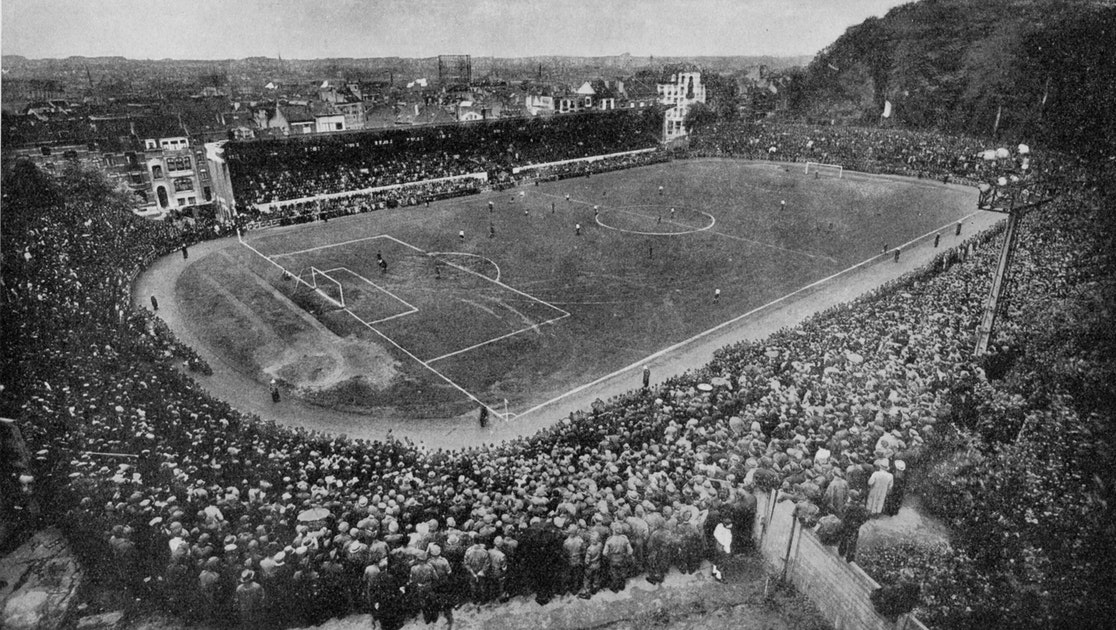
Een match Union-Daring in de jaren 1930

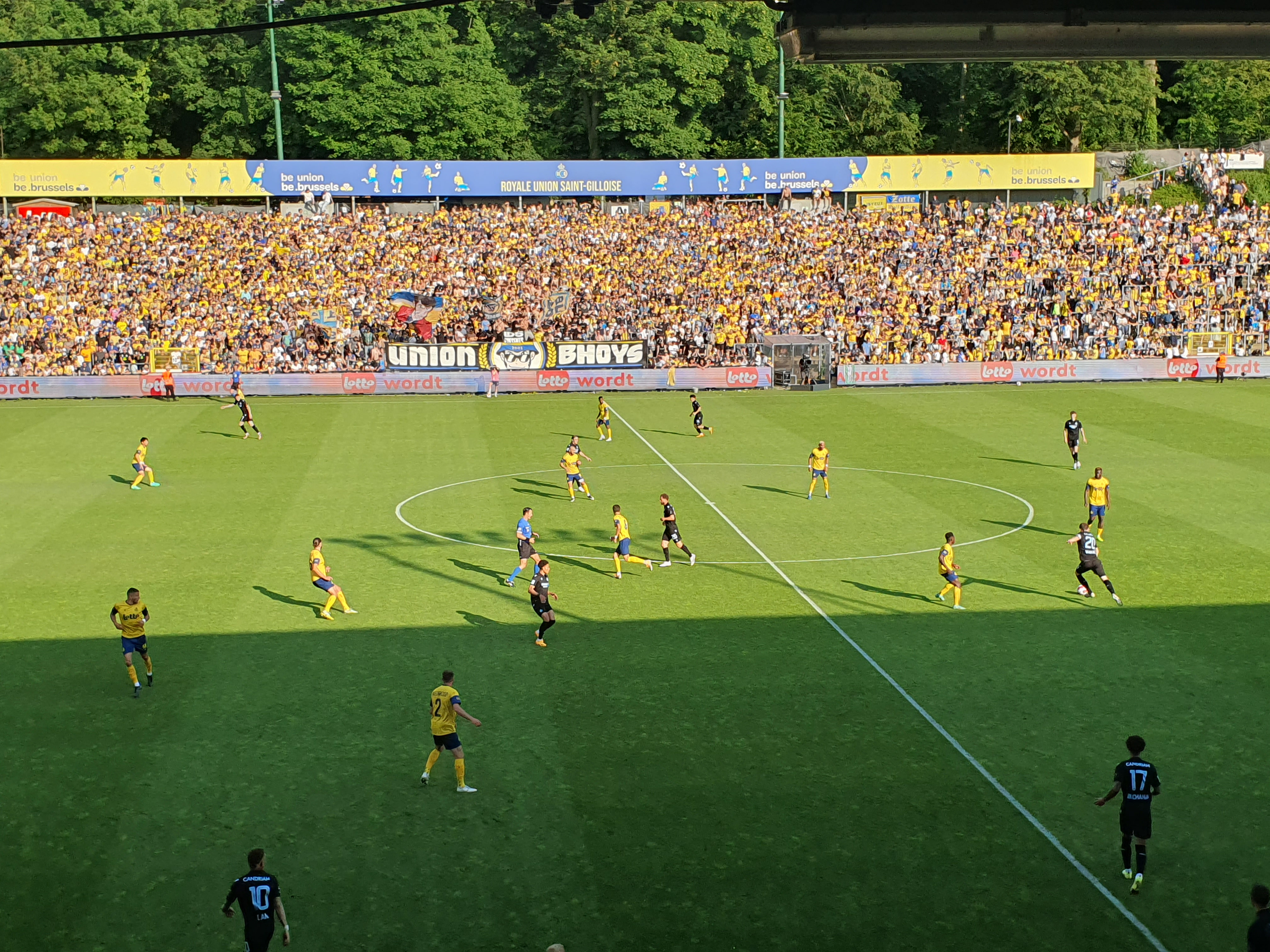
Union tegen Club Brugge in 2023

In 1897 werd Union Saint-Gilloise opgericht en een jaar later sloot de club zich aan bij de UBSSA. De eerste jaren wisselde de club enkele malen van terrein en speelde het op velden in Ukkel, Sint-Gillis en Vorst. In 1898 ging Union van start in de Tweede Afdeling, in de Brabantse reeks. In 1898/99 haalde Union daar al een derde plaats, het seizoen erop won Union zijn reeks en stootte in de play-offs door naar de finale die het won. In 1901/02 startte Union dan voor het eerst in de ereafdeling, zoals de eerste klasse toen heette, en waar de club sterk bleef presteren. Union won meteen zijn reeks, maar werd vierde en laatste in de eindronde.

### Landskampioen
Het jaar erop werd Union tweede in de eindronde, tot het in 1903/04 voor het eerst raak was: Union pakte zijn eerste landstitel. Datzelfde jaar was de club met zes spelers ook hofleverancier voor de eerste interland die België speelde tegen Frankrijk. Ook de komende drie jaar bleef Union dominant en werd zo nog driemaal landskampioen. Niet alleen de eerste ploeg deed het goed, ook de reserveploeg van Union, die in de Tweede Afdeling aantrad, pakte enkele jaren op rij daar de titel. In 1908 werd Union even tweede en moest de titel laten aan stadsgenoot Racing Club de Bruxelles, maar de volgende twee jaar was het opnieuw Union dat de beste was. Tegen 1910 had Union zo zes titels veroverd in zeven jaar tijd. In deze tijd presteerde de club ook internationaal op het Franse Challenge international du Nord-toernooi, waar het onder meer won in de finale van Olympique Lillois. In 1911 werd filiaal Union Scolaire Saint-Gilloise opgericht.
Na een minder seizoen met een vierde plaats in 1911, streed Union weer mee voor de titel. In 1912 strandde men nog als tweede op slechts twee punten van Daring Club de Bruxelles, in 1912/13 was het echter opnieuw raak voor de club. Deze titel was echter felbevochten. Pas op de allerlaatste speeldag was Union in de rangschikking op gelijke hoogte gekomen van Daring Club en had zo een testwedstrijd kunnen afdwingen. Bovendien was Union in opspraak gekomen. De club werd van professionalisme beschuldigd. Men zou immers premies betaald hebben aan de spelers, wat toen in strijd was met de wet in verband met het professionalisme. Union dreigde zijn titel te verliezen, maar concurrent Daring weigerde die. Daring wenste op haar palmares enkel een titel die het op sportieve wijze verkreeg. Het was de zevende titel in 10 jaar tijd en de laatste voor de Eerste Wereldoorlog, want in 1914 strandde men weer op een tweede plaats. In 1913 en 1914 won Union ook tweemaal een Beker van België.
Vlak na de oorlog knoopte Union weer aan met de sterke prestaties. Op 14 september 1919 werd ook het nieuwe stadion, Dudenpark, ingewijd. Union eindigde  echter nog drie keer op de tweede plaats eer het nog eens de landstitel kon pakken. In 1922 had Union nog de titel moeten prijsgeven aan Beerschot AC na het verlies in een testwedstrijd voor de titel; in 1923 liet Union de andere clubs echter ruim achter zich en pakte zijn achtste titel. Bij de 25ste verjaardag van de club in 1922 had die de koninklijke titel gekregen, de naam werd Union Saint-Gilloise Société Royale, ook bekend als Union Royale Saint-Gilloise. De rest van de jaren twintig zouden echter moeilijk zijn voor Union. De club zakte jaar na jaar verder weg in de eindstand. In 1925/26 werd het stadion gerestaureerd. De inwijding op 29 augustus 1926 werd bijgewoond door prins Karel van België. Het eerste dieptepunt kwam er bijna in 1930/31, toen Union nipt de degradatie kon vermijden. Union eindigde met evenveel punten als Racing FC Montegnée, maar het was deze laatste die op de voorlaatste plaats kwam en Union kon zo net blijven. De naam van het Dudenpark werd in 1931 omgedoopt naar Joseph Marienstadion, naar de oud-voorzitter. Union herpakte zich in de jaren 30 meteen. Na nipt de degradatie te hebben ontlopen, werd Union het jaar erop meteen derde. Union werd na 3 jaar op rij 2de kampioen in het seizoen 1924/1925.

### Union 60
De volgende drie seizoenen werden legendarisch. Union pakte in 1933, 1934 en 1935 opnieuw de landstitel en slaagde er in die periode in om 60 competitiewedstrijden af te werken zonder nederlaag. De reeks van Union begon met een 2-2 gelijkspel tegen K. Liersche SK op 8 januari 1933 en duurde tot en met een 7-0-overwinning tegen RCS Brugeois op 3 februari 1935. Exact een week later maakte grote concurrent Daring Club de Bruxelles met een 2-0-overwinning een einde aan de reeks van Union. De ploeg kreeg toen de bijnaam Union 60. Om deze prestatie te herdenken, wordt jaarlijks een Pappaertbeker, genoemd naar Union-aanvoerder Jules Pappaert, uitgereikt aan de ploeg in de nationale afdelingen die het grootst aantal matchen zonder nederlaag heeft afgewerkt dat seizoen. De club had ondertussen al 11 landstitels op zijn palmares staan.

### Wisselvallig
Na deze sterke periode verminderden de resultaten van Union jaar na jaar. De voetbalwereld werd steeds professioneler, maar de eerder familiale club Union paste zich niet volledig aan, wat zichtbaar werd in de resultaten. Union verloor haar plaats als een van de dominante clubs uit de hoofdstad, een plaats die in die tijd door RSC Anderlecht zou worden overgenomen. In 1949 degradeerde Union uiteindelijk een eerste maal naar de Eerste Afdeling, de toenmalige Tweede Klasse. Union kwam echter na twee seizoenen weer op het hoogste niveau, maar de club bleef een subtopper of middenmoter. Toch kon Union deelnemen aan enkele van de vroege Europese competities. Bij hun debuut in 1959/60 raakte Union in de halve finale van de Beker der Jaarbeurssteden, na het uitschakelen van Leipzig XI en AS Roma. Union nam de daaropvolgende jaren nog viermaal deel aan dit toernooi, maar met minder succes.

### Teloorgang
In de jaren zestig kreeg Union het opnieuw moeilijk en de club ging enkele malen op en neer tussen Eerste en Tweede Klasse. In 1973 zakte het dan bijna vijf decennia weg uit de Eerste Klasse. De naam werd dat jaar nog Royale Union. Twee jaar later, in 1975, zakte Union zelfs een eerste keer weg naar Derde Klasse. Union keerde na één seizoen terug in Tweede, maar op het eind van de jaren zeventig volgde een grotere terugval. In twee jaar tijd zakte Union van Tweede naar Vierde Klasse. Na twee seizoenen Vierde Klasse kon men in 1983 weer promoveren en in 1984 klom men weer op tot in Tweede Klasse. In 1984 werd de clubnaam voluit Royale Union Saint-Gilloise. Union zou echter al gauw weer terugzakken naar Derde Klasse, waar het de komende decennia zou blijven spelen, op enkele seizoenen Tweede Klasse na. Vanaf 2004 speelde de club weer in de 2de klasse; de eerste twee seizoenen vocht de club tegen de degradatie. Het seizoen 2006/07 startte uitstekend, maar daarna ging het bergaf. Trainer Joe Tshupula Kande werd ontslagen en Alex Czerniatynski nam over.
In mei 2007 stapte voorzitter Enrico Bove op samen met enkele andere leden van de raad van bestuur. De club zakte in 2008 terug naar derde klasse. In 2010 kwam Enrico Bove echter terug als voorzitter en trok Italiaanse sponsors aan. Union bleef in derde klasse en kreeg het ook daar moeilijk. In 2012/13 telde de B-reeks waarin Union speelde uitzonderlijk 19 ploegen, wat betekende dat er drie rechtstreekse degradatieplaatsen waren. Union eindigde als 17de, dus op een degradatieplaats. Door een onregelmatige overdracht van patrimonium van reeksgenoot KVK Tienen, werd die club echter door de voetbalbond op het eind van het seizoen teruggezet naar vierde klasse en mocht Union vooralsnog een eindronde spelen voor het behoud. Union verzekerde zich hierin met een 1-0-overwinning op RFC de Liège van behoud in derde klasse. Het volgende seizoen deed de club het opmerkelijk beter met een zesde plaats en na een derde plaats in 2015 promoveerde de club naar de tweede klasse, omdat de nummers één en twee uit de competitie geen licentie aanvroegen voor de tweede klasse.

### Terug naar de top
In de zomer van 2018 werd Tony Bloom de nieuwe eigenaar van de club. De Brit, die zijn fortuin met gokken vergaarde, is ook eigenaar en voorzitter van de Engelse voetbalclub Brighton & Hove Albion. Toen hij werd voorgesteld, sprak hij de ambitie uit om met Union zo snel mogelijk te promoveren naar eerste klasse A.
Op 27 september 2018 schakelde Union RSC Anderlecht uit in de Beker van België. De wedstrijd in de 1/16 finales eindigde op 0–3 na drie doelpunten van Youssoufou Niakaté. Na in de 1/8 finales Knokke FC te hebben uitgeschakeld, speelde Union op 19 december 2018 de kwartfinale tegen KRC Genk, op dat moment de leider in de Eerste klasse A. Na verlengingen bleef het 2–2 gelijk. In de penaltyreeks trok Union aan het langste eind en versloeg Genk met 4–3. Hierdoor behaalde Union de halve finale, waarin werd verloren van KV Mechelen.
De prestaties in klasse 1B verbeterden gestaag, en op 13 maart 2021 promoveerde Union naar 1A, na de beslissingswedstrijd tegen RWDM gewonnen te hebben. Na 48 jaar was de club opnieuw op het hoogste niveau.
Daar werd Union, als eerste promovendus ooit, herfstkampioen (op 21 november 2021, na 1–7 winst bij KV Oostende), en winnaar van de reguliere competitie (op 3 april 2022, met nog 1 speelronde te gaan, na 1–3 winst bij Standard). In de play-offs om het voetbalkampioenschap van België eindigde de ploeg uiteindelijk, na verlies tegen Club Brugge, als tweede, zich daarmee plaatsend voor de voorronde van de UEFA Champions League. 
Union mocht in die voorronde optreden tegen Rangers voor een plaats in de groepsfase. De thuiswedstrijd werd gewonnen aan Den Dreef met 2–0, maar de uitwedstrijd verloor het uiteindelijk met 3–0, waardoor Union mocht aantreden in de groepsfase van de UEFA Europa League. In de groepsfase van de UEFA Europa League werden ze uiteindelijk knap reekshoofd in een poule met Malmö FF, SC Braga en Union Berlin.
In de achtste finales van de UEFA Europa League kwamen ze opnieuw uit tegen Union Berlin. In Berlijn geraakten ze niet verder dan een 3–3 gelijkspel, maar in het Lotto Park wonnen ze met 3–0. In de kwartfinale moest de club uiteindelijk het onderspit delven tegen Bayer 04 Leverkusen. In de competitie streed de club, hoewel het dat seizoen geen enkel moment aan de leiding gestaan had, tot het allerlaatste moment mee voor de titel. Op de laatste speeldag speelde Union tegen Club Brugge, terwijl Anwerp op bezoek ging bij Genk. Union kwam vroeg in de tweede helft op voorsprong tegen Club en was zo even virtueel kampioen omdat Antwerp achterstond tegen Genk. In de 88ste minuut bracht Club de Japanner Homma in die een minuut later al de gelijkmaker binnen trapte waardoor de titel naar Genk leek te gaan. Eén minuut later zou Toby Alderweireld in Genk ook de gelijkmaker binnen trappen waardoor Antwerp bovenaan kwam te staan. Union moest nu winnen, maar kreeg nog twee goals om de oren waardoor de titeldroom voor een tweede opéénvolgende keer uit elkaar spatte. 
In 2023/24 speelde de club de groepsfase van de Europa League en werd hier derde, al kon de club op de laatste speeldag wel winnen van het reeds geplaatste Liverpool. In de tussenronde van de Conference League kwam de club thuis al snel 0-2 achter tegen Eintracht Frankfurt, in 2022 nog laureaat van de Europa League, maar de club kwam nog langszij en ging een week later in Frankfurt met 1-2 winnen.
In 2024/25 begon de club minder goed aan de competitie, met alweer een nieuwe trainer Sébastien Pocognoli, en stond lange tijd in de rechterkolom, maar de resultaten werden steeds beter. Uiteindelijk werd Union derde in de reguliere competitie, die door Racing Genk gewonnen werd. Genk en Club Brugge waren dan ook de titelfavorieten maar in tegenstelling tot het voorgaande jaar liet Union niet meteen een steek vallen. Ze wonnen tegen alle vijf de tegenstanders en speelde daarna ook nog gelijk tegen Club waardoor ze aan de leiding van het klassement kwamen nadat Racing Genk compleet in elkaar zakte. Op de laatste speeldag verzekerde Union zich  van de titel, door met 3-1 te winnen van KAA Gent. Het is de 12de titel in de geschiedenis van de club, de eerste in 90 jaar. De 28 op 30 in de play-offs is een record.

## Erelijst

### Nationaal
Kampioenschappen:
- Eerste klasse / Eerste klasse A: 1904, 1905, 1906, 1907, 1909, 1910, 1913, 1923, 1933, 1934, 1935, 2025
- Tweede klasse / Eerste klasse B: 1901, 1951, 1964, 2021
- Derde klasse A: 1976, 1984
- Derde klasse B: 2004
- Vierde Klasse: 1983
- Beker van België: 1913, 1914, 2024
- Belgische Supercup: 2024
- Pappaertbeker: 1956, 1976, 2021
- Nationale trofee voor sportverdienste: 1934

### Internationaal
- Challenge international du Nord: 1904, 1905, 1907 (record)
- Coupe van der Straten-Ponthoz: 1905, 1906, 1907 (record)
- Coupe Jean Dupuich: 1912, 1913, 1914, 1925 (record)

### Individuele trofeeën
Verschillende spelers behaalden een trofee toen zij lid waren van de club:
- Topscorer Eerste klasse: 
  - 1904 Gustave Vanderstappen
  - 1910 Maurice Vertongen
  - 1923 Achille Meyskens,
  - 1934 Vital Van Landeghem
  - 2022 Deniz Undav

- Topscorer Tweede Klasse: 1951 (Frans Laureys)
- Trofee Raymond Goethals: 2021 (Felice Mazzù)
- Gouden Croc: 2021 (Dante Vanzeir)
- Profvoetballer van het Jaar: 2022 (Deniz Undav)
- Trainer van het Jaar: 
  - 2022 Felice Mazzù
  - 2025 Sébastien Pocognoli

## Seizoen 2024/25

### Selectie
| No.           | Naam                  | Nat.                   | Geb.datum  | Vorige club           | Sinds |
| ------------- | --------------------- | ---------------------- | ---------- | --------------------- | ----- |
| Keepers       |                       |                        |            |                       |       |
| 1             | Vic Chambaere         | België                 | 10-01-2003 | KRC Genk              | 2024  |
| 14            | Joachim Imbrechts     | België/ Zweden         | 09-10-2001 | eigen jeugd           | 2022  |
| 49            | Anthony Moris         | Luxemburg/ België      | 29-04-1990 | Excelsior Virton      | 2020  |
| Verdedigers   |                       |                        |            |                       |       |
| 5             | Kevin Mac Allister    | Argentinië/ Italië     | 07-02-1997 | AA Argentinos Juniors | 2023  |
| 16            | Christian Burgess     | Engeland               | 07-10-1991 | Portsmouth FC         | 2020  |
| 19            | Guillaume François    | België                 | 03-06-1990 | Excelsior Virton      | 2020  |
| 26            | Ross Sykes            | Engeland               | 26-03-1999 | Accrington Stanley    | 2022  |
| 28            | Koki Machida          | Japan                  | 25-08-1997 | Kashima Antlers       | 2022  |
| 48            | Fedde Leysen          | België                 | 09-07-2003 | Jong PSV              | 2023  |
| 85            | Arnaud Dony           | België                 | 08-05-2004 | STVV Jeugd            | 2022  |
|               | Mamadou Thierno Barry | Senegal                | 20-03-2005 | Tromsø IL             | 2025  |
| Middenvelders |                       |                        |            |                       |       |
| 4             | Mathias Rasmussen     | Noorwegen              | 25-11-1997 | SK Brann              | 2023  |
| 6             | Kamiel Van De Perre   | België                 | 12-02-2004 | Jong Genk             | 2024  |
| 10            | Anouar Ait El Hadj    | België                 | 20-04-2002 | KRC Genk              | 2024  |
| 21            | Alessio Castro-Montes | België/ Spanje         | 17-05-1997 | AA Gent               | 2023  |
| 24            | Charles Vanhoutte     | België                 | 16-09-1998 | Cercle Brugge         | 2023  |
| 27            | Noah Sadiki           | België/ Congo-Kinshasa | 17-12-2004 | RSC Anderlecht        | 2023  |
| Aanvallers    |                       |                        |            |                       |       |
| 9             | Franjo Ivanović       | Kroatië                | 01-10-2003 | HNK Rijeka            | 2024  |
| 11            | Henok Teklab          | Duitsland/ Eritrea     | 16-11-1998 | Preußen Münster       | 2023  |
| 12            | Promise David         | Canada/ Nigeria        | 03-07-2001 | Kalju FC              | 2024  |
| 13            | Kevin Rodríguez       | Ecuador                | 04-03-2000 | CSD Independiente     | 2023  |
| 22            | Ousseynou Niang       | Senegal                | 12-10-2001 | Riga                  | 2024  |
| 23            | Sofiane Boufal        | Marokko/ Frankrijk     | 17-09-1993 | Al-Rayyan             | 2024  |
| 25            | Anan Khalaili         | Israël                 | 03-09-2004 | Maccabi Haifa         | 2024  |
| 77            | Mohammed Fuseini      | Ghana                  | 16-05-2002 | Sturm Graz            | 2024  |

### Staf
| Naam                | Nationaliteit | Functie           | Vorige club               | Sinds |
| ------------------- | ------------- | ----------------- | ------------------------- | ----- |
| Technische staf     |               |                   |                           |       |
| Sébastien Pocognoli | België        | Hoofdtrainer      | België –18                | 2024  |
| Artur Kopyt         | Polen         | Assistent-trainer |                           | 2020  |
| Bart Meert          | België        | Assistent-trainer | KV Kortrijk               | 2022  |
| Niels Hermans       | België        | Keeperstrainer    | Patro Eisden Maasmechelen | 2024  |
| Marc Delcourt       | Frankrijk     | Video-analist     | KAA Gent                  | 2022  |

## Andere teams

### Reserveteam, U23-sectie (RUSG Academy)
De club heeft een reserveteam, dat momenteel speelt in het D1 VV.

### Vrouwenafdeling
De club heeft ook een vrouwenafdeling, in werking sinds begin 2021. De ploeg speelt momenteel in het IP Senioren Dames VV. 
Wat hun stadion betreft, hebben ze al minstens één keer in het Marien gespeeld. Anders spelen ze hun wedstrijden op het Corneille Barca sportterrein. Er is ook een jeugdteam voor vrouwen, net als voor de mannen. Dit reserveteam speelt dit seizoen in Provinciale 2. 
Het team wil uiteindelijk, net als het mannenteam, terugkeren naar de top van het professionele voetbal door toe te treden tot de Belgische Liga Vrouwenvoetbal. Een van de doelstellingen is ook het promoten van vrouwensport, die nog steeds ondergewaardeerd is. Er is een wens om teams van jonge vrouwelijke speelsters in verschillende leeftijdscategorieën samen te stellen. Er werden al enkele indrukwekkende resultaten behaald, waaronder een 37-0 overwinning op Anderlecht Milan in P3. De ploeg was echter nog niet volledig ervaren en bepaalde automatismen moesten nog worden gecreëerd. De club verloor nog steeds een aantal wedstrijden en moest zich laten gelden om het gewenste topniveau te bereiken. De overgang tussen de provinciale en nationale reeksen vergt wat tijd.
Het vrouwenteam van Sint-Gillis heeft al een aantal bekende namen in de gelederen. Wat puur leiderschap betreft, kwam voormalig Belgisch international Anaelle Wiard in de zomer van 2023 bij de groep om het team te helpen zijn ambities waar te maken.
Hier is de selectie van het eerste vrouwenteam voor dit seizoen.

### Selectie
| No.           | Naam                   | Nat.        | Geb.datum | Vorige club | Sinds |
| ------------- | ---------------------- | ----------- | --------- | ----------- | ----- |
| Keepers       |                        |             |           |             |       |
| 1             | Juliette Verhulst      | België      | ?         | ?           | 2024  |
| 25            | Zohra Ziti             | België      | ?         | ?           | 2024  |
| 30            | Albane Rosa            | België      | ?         | ?           | 2024  |
| Verdedigers   |                        |             |           |             |       |
| 3             | Alyson Nyckees         | België      | ?         | ?           | 2024  |
| 2             | Ryana Meylemans        | België      | ?         | ?           | 2024  |
| 8             | Soraia Martins         | Portugal    | ?         | ?           | 2024  |
| 5             | Lola Garcia            | Uruguay     | ?         | ?           | 2024  |
| 14            | Pauline Te Kolste      | België      | ?         | ?           | 2024  |
| 16            | Nicole Nadrowska       | Polen       | ?         | ?           | 2024  |
| 20            | Babette Roland         | België      | ?         | ?           | 2024  |
| 19            | Nada Sealititroukatsti | Griekenland | ?         | ?           | 2024  |
| Middenvelders |                        |             |           |             |       |
| 15            | Emma Di Maio           | België      | ?         | ?           | 2024  |
| 18            | Jordan Henrotin        | België      | ?         | ?           | 2024  |
| 23            | Jana Heymans           | België      | ?         | ?           | 2024  |
| 4             | Marika Winska          | Polen       | ?         | ?           | 2024  |
| 6             | Joyce Tchamano         | België      | ?         | ?           | 2024  |
| 24            | Mariem Ayouni          | Marokko     | ?         | ?           | 2024  |
| 10            | Maëlle De Marche Thiry | België      | ?         | ?           | 2024  |
| 17            | Juliette Verhulst      | België      | ?         | ?           | 2024  |
| 12            | Amina Mohcine          | Marokko     | ?         | ?           | 2024  |
| Aanvallers    |                        |             |           |             |       |
| 11            | Cécile De Leeuw        | België      | ?         | ?           | 2024  |
| 21            | Laure De Maeseneer     | België      | ?         | ?           | 2024  |
| 9             | Euriglie Papazoglou    | Griekenland | ?         | ?           | 2024  |
| 12            | Alison Verhoeven       | België      | ?         | ?           | 2024  |
| 13            | Jodie Verhoeven        | België      | ?         | ?           | 2024  |
| 17            | Laura Ocampo Gil       | Colombia    | ?         | ?           | 2024  |

## Andere sporten
In het begin van de twintigste eeuw was in de club ook een atletieksectie gecreëerd, waarvan de leden de komende halve eeuw diverse prijzen, titels en records zouden behalen. De sectie verdween in 1970. Toen in de jaren dertig basketbal kwam overwaaien uit de Verenigde Staten, werd ook in Union een basketbalsectie opgericht. Ook deze club zou zich tot op het hoogste niveau kunnen opwerken. In de jaren zestig zakte deze echter compleet weg en verdween in de jaren zeventig.

## Overzichtslijsten

### Competitievoetbal
| Seizoen | Klasse | Klasse | Klasse | Klasse | Klasse | Reeks             | Punten | Opmerkingen |
|         | I      | I      | II     | III    | IV     |                   |        | |
| ------- | ------ | ------ | ------ | ------ | ------ | ----------------- | ------ | --- |
| 1898/99 |        |        | 6      |        |        | Afdeling II Brab. | 3      | |
| 1899/00 |        |        | 3      |        |        | Afdeling II Brab. | 30     | |
| 1900/01 |        |        | 1      |        |        | Eerste Afdeling   | 15     | won na winst in de Brabantse reeks B de play-offs                                                                   |
| 1901/02 | 3      | 3      |        |        |        | Ere Afdeling      | 4      | na winst in Ere Afdeling B (17 punten uit 8 matchen)                                                                |
| 1902/03 | 3      | 3      |        |        |        | Ere Afdeling      | 6      | na winst in Ere Afdeling B (12 punten uit 8 matchen)                                                                |
| 1903/04 | 1      | 1      |        |        |        | Ere Afdeling      | 12     | na winst Ere Afdeling A (22 punten uit 12 matchen)                                                                  |
| 1904/05 | 1      | 1      |        |        |        | Ere Afdeling      | 35     | |
| 1905/06 | 1      | 1      |        |        |        | Ere Afdeling      | 33     | |
| 1906/07 | 1      | 1      |        |        |        | Ere Afdeling      | 34     | |
| 1907/08 | 2      | 2      |        |        |        | Ere Afdeling      | 30     | |
| 1908/09 | 1      | 1      |        |        |        | Ere Afdeling      | 41     | |
| 1909/10 | 1      | 1      |        |        |        | Ere Afdeling      | 38     | na testwedstrijd tegen FC Brugeois (1-0 winst)                                                                      |
| 1910/11 | 4      | 4      |        |        |        | Ere Afdeling      | 27     | |
| 1911/12 | 2      | 2      |        |        |        | Ere Afdeling      | 36     | |
| 1912/13 | 1      | 1      |        |        |        | Ere Afdeling      | 38     | na testwedstrijd tegen Daring Club de Bruxelles (2-0 winst)                                                         |
| 1913/14 | 2      | 2      |        |        |        | Ere Afdeling      | 33     | |
| 1914/15 |        |        |        |        |        |                   |        | oorlog |
| 1915/16 |        |        |        |        |        |                   |        | oorlog |
| 1916/17 |        |        |        |        |        |                   |        | oorlog |
| 1917/18 |        |        |        |        |        |                   |        | oorlog |
| 1918/19 |        |        |        |        |        |                   |        | oorlog |
| 1919/20 | 2      | 2      |        |        |        | Ere Afdeling      | 32     | |
| 1920/21 | 2      | 2      |        |        |        | Ere Afdeling      | 31     | |
| 1921/22 | 2      | 2      |        |        |        | Ere Afdeling      | 39     | beslissingswedstrijd voor titel verloren van Beerschot AC (2-0)                                                     |
| 1922/23 | 1      | 1      |        |        |        | Ere Afdeling      | 42     | |
| 1923/24 | 2      | 2      |        |        |        | Ere Afdeling      | 37     | |
| 1924/25 | 3      | 3      |        |        |        | Ere Afdeling      | 32     | |
| 1925/26 | 4      | 4      |        |        |        | Ere Afdeling      | 32     | |
| 1926/27 | 6      | 6      |        |        |        | Ere Afdeling      | 27     | |
| 1927/28 | 8      | 8      |        |        |        | Ere Afdeling      | 23     | |
| 1928/29 | 11     | 11     |        |        |        | Ere Afdeling      | 23     | |
| 1929/30 | 8      | 8      |        |        |        | Ere Afdeling      | 26     | |
| 1930/31 | 12     | 12     |        |        |        | Ere Afdeling      | 19     | |
| 1931/32 | 3      | 3      |        |        |        | Ere Afdeling      | 29     | |
| 1932/33 | 1      | 1      |        |        |        | Ere Afdeling      | 43     | |
| 1933/34 | 1      | 1      |        |        |        | Ere Afdeling      | 43     | |
| 1934/35 | 1      | 1      |        |        |        | Ere Afdeling      | 45     | |
| 1935/36 | 3      | 3      |        |        |        | Ere Afdeling      | 32     | |
| 1936/37 | 3      | 3      |        |        |        | Ere Afdeling      | 36     | |
| 1937/38 | 3      | 3      |        |        |        | Ere Afdeling      | 31     | |
| 1938/39 | 6      | 6      |        |        |        | Ere Afdeling      | 24     | |
| 1939/40 |        |        |        |        |        | Ere Afdeling      |        | oorlog, competitie werd niet afgewerkt                                                                              |
| 1940/41 | 8      | 8      |        |        |        | Ere Afdeling A    | 7      | speciale noodcompetitie tijdens de oorlog met twee regionale reeksen                                                |
| 1941/42 | 9      | 9      |        |        |        | Ere Afdeling      | 23     | |
| 1942/43 | 11     | 11     |        |        |        | Ere Afdeling      | 24     | |
| 1943/44 | 7      | 7      |        |        |        | Ere Afdeling      | 30     | |
| 1944/45 |        |        |        |        |        | Ere Afdeling      |        | oorlog, competitie werd niet afgewerkt                                                                              |
| 1945/46 | 8      | 8      |        |        |        | Ere Afdeling      | 37     | |
| 1946/47 | 13     | 13     |        |        |        | Ere Afdeling      | 32     | |
| 1947/48 | 10     | 10     |        |        |        | Ere Afdeling      | 29     | |
| 1948/49 | 16     | 16     |        |        |        | Ere Afdeling      | 20     | |
| 1949/50 |        |        | 2      |        |        | Eerste Afdeling A | 42     | |
| 1950/51 |        |        | 1      |        |        | Eerste Afdeling A | 52     | |
| 1951/52 | 4      | 4      |        |        |        | Ere Afdeling      | 38     | |
| 1952/53 | 8      | 8      |        |        |        | Eerste Klasse     | 30     | |
| 1953/54 | 14     | 14     |        |        |        | Eerste Klasse     | 27     | |
| 1954/55 | 4      | 4      |        |        |        | Eerste Klasse     | 33     | |
| 1955/56 | 3      | 3      |        |        |        | Eerste Klasse     | 37     | |
| 1956/57 | 9      | 9      |        |        |        | Eerste Klasse     | 30     | |
| 1957/58 | 6      | 6      |        |        |        | Eerste Klasse     | 32     | |
| 1958/59 | 9      | 9      |        |        |        | Eerste Klasse     | 30     | |
| 1959/60 | 6      | 6      |        |        |        | Eerste Klasse     | 32     | |
| 1960/61 | 14     | 14     |        |        |        | Eerste Klasse     | 23     | |
| 1961/62 | 10     | 10     |        |        |        | Eerste Klasse     | 26     | |
| 1962/63 | 15     | 15     |        |        |        | Eerste Klasse     | 24     | |
| 1963/64 |        |        | 1      |        |        | Tweede Klasse     | 46     | |
| 1964/65 | 15     | 15     |        |        |        | Eerste Klasse     | 22     | |
| 1965/66 |        |        | 6      |        |        | Tweede Klasse     | 34     | |
| 1966/67 |        |        | 11     |        |        | Tweede Klasse     | 26     | |
| 1967/68 |        |        | 2      |        |        | Tweede Klasse     | 40     | |
| 1968/69 | 12     | 12     |        |        |        | Eerste Klasse     | 25     | |
| 1969/70 | 14     | 14     |        |        |        | Eerste Klasse     | 22     | |
| 1970/71 | 10     | 10     |        |        |        | Eerste Klasse     | 25     | |
| 1971/72 | 9      | 9      |        |        |        | Eerste Klasse     | 28     | |
| 1972/73 | 15     | 15     |        |        |        | Eerste Klasse     | 19     | |
| 1973/74 |        |        | 13     |        |        | Tweede Klasse     | 26     | |
| 1974/75 |        |        | 15     |        |        | Tweede Klasse     | 18     | |
| 1975/76 |        |        |        | 1      |        | Derde Klasse A    | 50     | |
| 1976/77 |        |        | 4      |        |        | Tweede Klasse     | 35     | 3de in eindronde met 4 punten                                                                                       |
| 1977/78 |        |        | 10     |        |        | Tweede Klasse     | 27     | |
| 1978/79 |        |        | 14     |        |        | Tweede Klasse     | 23     | |
| 1979/80 |        |        | 15     |        |        | Tweede Klasse     | 23     | |
| 1980/81 |        |        |        | 15     |        | Derde Klasse A    | 20     | |
| 1981/82 |        |        |        |        | 4      | Vierde Klasse B   | 38     | |
| 1982/83 |        |        |        |        | 1      | Vierde Klasse B   | 49     | |
| 1983/84 |        |        |        | 1      |        | Derde Klasse A    | 44     | |
| 1984/85 |        |        | 9      |        |        | Tweede Klasse     | 28     | |
| 1985/86 |        |        | 15     |        |        | Tweede Klasse     | 24     | |
| 1986/87 |        |        |        | 5      |        | Derde Klasse A    | 33     | |
| 1987/88 |        |        |        | 9      |        | Derde Klasse A    | 29     | |
| 1988/89 |        |        |        | 11     |        | Derde Klasse A    | 28     | |
| 1989/90 |        |        |        | 6      |        | Derde Klasse A    | 33     | |
| 1990/91 |        |        |        | 8      |        | Derde Klasse A    | 30     | |
| 1991/91 |        |        |        | 6      |        | Derde Klasse A    | 32     | |
| 1992/93 |        |        |        | 15     |        | Derde Klasse A    | 21     | geen degradatie ondanks voorlaatste plaats, dankzij degradatie van de 8ste, Racing Jet Wavre, om financiële redenen |
| 1993/94 |        |        |        | 8      |        | Derde Klasse A    | 29     | |
| 1994/95 |        |        |        | 5      |        | Derde Klasse A    | 39     | verlies in eerste ronde eindronde tegen KFC Turnhout (1-0)                                                          |
| 1995/96 |        |        |        | 2      |        | Derde Klasse A    | 48     | 2de in eindronde na winst tegen KFC Rita Berlaar en KFC Herentals en verlies in finale tegen FC Denderleeuw         |
| 1996/97 |        |        | 17     |        |        | Tweede Klasse     | 26     | |
| 1997/98 |        |        |        | 4      |        | Derde Klasse A    | 49     | verlies in eindronde tegen KSV Ingelmunster                                                                         |
| 1998/99 |        |        |        | 13     |        | Derde Klasse A    | 37     | |
| 1999/00 |        |        |        | 5      |        | Derde Klasse A    | 45     | |
| 2000/01 |        |        |        | 12     |        | Derde Klasse B    | 36     | |
| 2001/02 |        |        |        | 7      |        | Derde Klasse B    | 42     | |
| 2002/03 |        |        |        | 7      |        | Derde Klasse B    | 39     | |
| 2003/04 |        |        |        | 1      |        | Derde Klasse B    | 60     | |
| 2004/05 |        |        | 14     |        |        | Tweede Klasse     | 39     | |
| 2005/06 |        |        | 15     |        |        | Tweede Klasse     | 33     | |
| 2006/07 |        |        | 8      |        |        | Tweede Klasse     | 46     | |
| 2007/08 |        |        | 18     |        |        | Tweede Klasse     | 40     | |
| 2008/09 |        |        |        | 12     |        | Derde Klasse A    | 33     | |
| 2009/10 |        |        |        | 14     |        | Derde Klasse B    | 42     | |
| 2010/11 |        |        |        | 5      |        | Derde Klasse B    | 61     | |
| 2011/12 |        |        |        | 12     |        | Derde Klasse B    | 42     | |
| 2012/13 |        |        |        | 17     |        | Derde Klasse B    | 38     | |
| 2013/14 |        |        |        | 6      |        | Derde Klasse B    | 49     | |
| 2014/15 |        |        |        | 3      |        | Derde Klasse B    | 67     | Promotie naar Tweede Klasse                                                                                         |
| 2015/16 |        |        | 6      |        |        | Tweede Klasse     | 51     | |
|         | 1A     | 1B     | 1Am    | 2Am    | 3Am    |                   |        | Vanaf 2016-17 zijn er 3 nationale en 2 regionale niveaus                                                            |
| 2016/17 |        | 4      |        |        |        | Eerste klasse B   | 35     | play-off 2A: 5de met 10 punten                                                                                      |
| 2017/18 |        | 6      |        |        |        | Eerste klasse B   | 32     | play-off 3: 3e met 20 punten                                                                                        |
| 2018/19 |        | 3      |        |        |        | Eerste klasse B   | 42     | play-off 2B: 2de met 20 punten                                                                                      |
| 2019/20 |        | 4      |        |        |        | Eerste klasse B   | 45     | Vroegtijdig stopgezet wegens de coronacrisis                                                                        |
| 2020/21 |        | 1      |        |        |        | Eerste klasse B   | 70     | Promotie naar Eerste klasse A                                                                                       |
| 2021/22 | 2      |        |        |        |        | Eerste klasse A   | 46     | na de reguliere competitie stond Union op de 1ste plaats met 77 punten                                              |
| 2022/23 | 3      |        |        |        |        | Eerste klasse A   | 46     | na de reguliere competitie stond Union op de 2de plaats met 75 punten                                               |
| 2023/24 | 2      |        |        |        |        | Eerste klasse A   | 49     | na de reguliere competitie stond Union op de 1ste plaats met 70 punten                                              |
| 2024/25 | 1      |        |        |        |        | Eerste klasse A   | 56     | na de reguliere competitie stond Union op de 3de plaats met 55 punten                                               |

### Resultaten in grafiek 1953-heden
| 8 |

| 14 |

| 4 |

| 3 |

| 9 |

| 6 |

| 9 |

| 6 |

| 14 |

| 10 |

| 15 |

| 1 |

| 15 |

| 6 |

| 11 |

| 2 |

| 12 |

| 14 |

| 10 |

| 9 |

| 15 |

| 13 |

| 15 |

| 1 |

| 4 |

| 10 |

| 14 |

| 15 |

| 15 |

| 4 |

| 1 |

| 1 |

| 9 |

| 15 |

| 5 |

| 9 |

| 11 |

| 6 |

| 8 |

| 6 |

| 15 |

| 8 |

| 5 |

| 2 |

| 17 |

| 4 |

| 13 |

| 5 |

| 12 |

| 7 |

| 7 |

| 1 |

| 14 |

| 15 |

| 8 |

| 18 |

| 12 |

| 14 |

| 5 |

| 12 |

| 17 |

| 6 |

| 3 |

| 6 |

| 4 |

| 6 |

| 3 |

| 4 |

| 1 |

| 2 |

| 3 |

| 2 |

| 1 |

| Eerste klasse | Tweede klasse | Eerste klasse A | Eerste klasse B | Derde klasse | Vierde klasse |

## Europees voetbal
#Q = #kwalificatieronde, #R = #ronde, Groep = groepsfase, 1/8 = achtste finale, 1/4 = kwartfinale, 1/2 = halve finale, T/U = Thuis/Uit, W = Wedstrijd, PUC = punten UEFA coëfficiënten .
Uitslagen vanuit gezichtspunt Union Sint-Gillis
| Seizoen | Competitie           | Ronde            | Land                                    | Club                   | Totaalscore        | 1e W    | 2e W         | PUC  |
| ------- | -------------------- | ---------------- | --------------------------------------- | ---------------------- | ------------------ | ------- | ------------ | ---- |
| 1958/60 | Jaarbeursstedenbeker | 1/8              | Vlag van Duitse Democratische Republiek | Leipzig XI             | 6-2                | 6-1 (T) | 0-1 (U)      | 7.0  |
| 1958/60 | Jaarbeursstedenbeker | 1/4              | Vlag van Italië                         | AS Roma                | 3-1                | 2-0 (T) | 1-1 (U)      | 7.0  |
| 1958/60 | Jaarbeursstedenbeker | 1/2              | Vlag van Engeland                       | Birmingham City FC     | 4-8                | 2-4 (T) | 2-4 (U)      | 7.0  |
| 1960/61 | Jaarbeursstedenbeker | 1/8              | Vlag van Italië                         | AS Roma                | 1-4                | 0-0 (T) | 1-4 (U)      | 1.0  |
| 1961/62 | Jaarbeursstedenbeker | 1R               | Vlag van Schotland                      | Heart of Midlothian FC | 1-5                | 1-3 (T) | 0-2 (U)      | 0.0  |
| 1962/63 | Jaarbeursstedenbeker | 1R               | Vlag van Frankrijk                      | Olympique Marseille    | 4-3                | 0-1 (U) | 4-2 (T)      | 4.0  |
| 1962/63 | Jaarbeursstedenbeker | 1/8              | Vlag van Joegoslavië (1943-1992)        | GNK Dinamo Zagreb      | 2-2 BW 2-3 in Linz | 1-2 (U) | 1-0 (T)      | 4.0  |
| 1964/65 | Jaarbeursstedenbeker | 1R               | Vlag van Italië                         | Juventus FC            | 0-2                | 0-1 (T) | 0-1 (U)      | 0.0  |
| 2022/23 | Champions League     | 3Q               | Vlag van Schotland                      | Rangers FC             | 2-3                | 2-0 (T) | 0-3 (U)      | 20.0 |
| 2022/23 | Europa League        | Groep D (1e)     | Vlag van Duitsland                      | 1. FC Union Berlin     | 1-1                | 1-0 (U) | 0-1 (T)      | 20.0 |
| 2022/23 | Europa League        | Groep D (1e)     | Vlag van Zweden                         | Malmö FF               | 5-2                | 3-2 (T) | 2-0 (U)      | 20.0 |
| 2022/23 | Europa League        | Groep D (1e)     | Vlag van Portugal                       | SC Braga               | 4-3                | 2-1 (U) | 3-3 (T)      | 20.0 |
| 2022/23 | Europa League        | 1/8              | Vlag van Duitsland                      | 1. FC Union Berlin     | 6-3                | 3-3 (U) | 3-0 (T)      | 20.0 |
| 2022/23 | Europa League        | 1/4              | Vlag van Duitsland                      | Bayer 04 Leverkusen    | 2-5                | 1-1 (U) | 1-4 (T)      | 20.0 |
| 2023/24 | Europa League        | PO               | Vlag van Zwitserland                    | FC Lugano              | 3-0                | 2-0 (T) | 1-0 (U)      | 13.0 |
| 2023/24 | Europa League        | Groep E (3e)     | Vlag van Engeland                       | Liverpool FC           | 2-3                | 0-2 (U) | 2-1 (T)      | 13.0 |
| 2023/24 | Europa League        | Groep E (3e)     | Vlag van Frankrijk                      | Toulouse FC            | 1-1                | 1-1 (T) | 0-0 (U)      | 13.0 |
| 2023/24 | Europa League        | Groep E (3e)     | Vlag van Oostenrijk                     | LASK                   | 2-4                | 2-1 (T) | 0-3 (U)      | 13.0 |
| 2023/24 | Conference League    | PO 1/8           | Vlag van Duitsland                      | Eintracht Frankfurt    | 4-3                | 2-2 (T) | 2-1 (U)      | 13.0 |
| 2023/24 | Conference League    | 1/8              | Vlag van Turkije                        | Fenerbahçe SK          | 1-3                | 0-3 (T) | 1-0 (U)      | 13.0 |
| 2024/25 | Champions League     | 3Q               | Vlag van Tsjechië                       | Slavia Praag           | 1-4                | 1-3 (U) | 0-1 (T)      | 11.0 |
| 2024/25 | Europa League        | Competitie (21e) | Vlag van Turkije                        | Fenerbahçe SK          | 1-2                | 1-2 (U) | 1-2 (U)      | 11.0 |
|         |                      | Competitie (21e) | Vlag van Noorwegen                      | FK Bodø/Glimt          | 0-0                | 0-0 (T) | 0-0 (T)      | 11.0 |
|         |                      | Competitie (21e) | Vlag van Denemarken                     | FC Midtjylland         | 0-1                | 0-1 (U) | 0-1 (U)      | 11.0 |
|         |                      | Competitie (21e) | Vlag van Italië                         | AS Roma                | 1-1                | 1-1 (T) | 1-1 (T)      | 11.0 |
|         |                      | Competitie (21e) | Vlag van Nederland                      | FC Twente              | 1-0                | 1-0 (U) | 1-0 (U)      | 11.0 |
|         |                      | Competitie (21e) | Vlag van Frankrijk                      | OGC Nice               | 2-1                | 2-1 (T) | 2-1 (T)      | 11.0 |
|         |                      | Competitie (21e) | Vlag van Portugal                       | SC Braga               | 2-1                | 2-1 (T) | 2-1 (T)      | 11.0 |
|         |                      | Competitie (21e) | Vlag van Schotland                      | Rangers FC             | 1-2                | 1-2 (U) | 1-2 (U)      | 11.0 |
|         |                      | PO 1/8           | Vlag van Nederland                      | AFC Ajax               | 2-3                | 0-2 (T) | 2-1 n.v. (U) | 11.0 |
| 2025/26 | Champions League     | Competitie ( e)  | Vlag van onbekend gebied                | [[]]                   | -                  | - ()    | - ()         | 6.0  |
|         |                      | Competitie ( e)  | Vlag van onbekend gebied                | [[]]                   | -                  | - ()    | - ()         | 6.0  |
|         |                      | Competitie ( e)  | Vlag van onbekend gebied                | [[]]                   | -                  | - ()    | - ()         | 6.0  |
|         |                      | Competitie ( e)  | Vlag van onbekend gebied                | [[]]                   | -                  | - ()    | - ()         | 6.0  |
|         |                      | Competitie ( e)  | Vlag van onbekend gebied                | [[]]                   | -                  | - ()    | - ()         | 6.0  |
|         |                      | Competitie ( e)  | Vlag van onbekend gebied                | [[]]                   | -                  | - ()    | - ()         | 6.0  |
|         |                      | Competitie ( e)  | Vlag van onbekend gebied                | [[]]                   | -                  | - ()    | - ()         | 6.0  |
|         |                      | Competitie ( e)  | Vlag van onbekend gebied                | [[]]                   | -                  | - ()    | - ()         | 6.0  |

Totaal aantal punten voor UEFA coëfficiënten: 62.0
Zie ook
- Deelnemers UEFA-toernooien België
- Ranglijst van alle clubs die in de diverse Europa Cups zijn uitgekomen

### Records
- Union houdt het record wat het aantal opeenvolgende ongeslagen wedstrijden in de Belgische Eerste Klasse betreft, namelijk 60. Dit gebeurde in de seizoenen 1933, 1934 en 1935. Union verloor uiteindelijk van Daring Club de Bruxelles. Het elftal werd later bekend onder de naam "Union 60". In België wordt er nog jaarlijks een beker uitgereikt aan de ploeg die het langst ongeslagen blijft, de Pappaertbeker, genoemd naar de kapitein van Union 60, Jules Pappaert.
- Union is de eerste Belgische club die de Dubbel won. In het seizoen 1912/13 werd de zevende van in totaal elf landstitels veroverd alsmede de tweede Beker van België ooit gespeeld. Een tweede opeenvolgende bekerwinst zou volgen in 1913-1914.
- Union is de eerste club die na promotie naar het hoogste niveau ook meteen herfstkampioen en winnaar van de reguliere competitie werd in 2021-2022. Uiteindelijk zou de ploeg na de play-offs als tweede eindigen.
- Union won acht keer op rij de derby tegen stadgenoot RSC Anderlecht. Nooit verloor de recordkampioen zo veel wedstrijden op rij. De negende overwinning kwam er niet op 28 januari 2024 dankzij een late paars-witte gelijkmaker in blessuretijd.

## Toptransfers
| Inkomend | Inkomend              | Inkomend                | Inkomend          | Inkomend |     | Uitgaand        | Uitgaand               | Uitgaand          | Uitgaand | Uitgaand |
|          | Speler                | Van club                | Prijs (milj. EUR) | Jaar     |     | Speler          | Naar club              | Prijs (milj. EUR) | Jaar     |          |
| -------- | --------------------- | ----------------------- | ----------------- | -------- | --- | --------------- | ---------------------- | ----------------- | -------- | -------- |
| 1.       | Anan Khalaili         | Maccabi Haifa           | 6,50              | 2024     | 1.  | Victor Boniface | Bayer 04 Leverkusen    | 27,50             | 2023     |          |
| 2.       | Victor Boniface       | FK Bodø/Glimt           | 6,10              | 2022     | 2.  | Mohamed Amoura  | VfL Wolfsburg          | 17,00             | 2024     |          |
| 3.       | Raul Florucz          | NK Olimpija             | 5,00              | 2025     | 3.  | Cameron Puertas | Al-Qadisya             | 15,00             | 2024     |          |
| 4.       | Kevin Rodríguez       | Independiente del Valle | 4,50              | 2023     | 4.  | Casper Nielsen  | Club Brugge            | 7,00              | 2022     |          |
| 5.       | Adem Zorgane          | RSC Charleroi           | 4,30              | 2025     | 5.  | Deniz Undav     | Brighton & Hove Albion | 7,00              | 2022     |          |
| 6.       | Mohamed Amoura        | FC Lugano               | 4,00              | 2023     | 6.  | Gustaf Nilsson  | Club Brugge            | 6,40              | 2024     |          |
| 7.       | Franjo Ivanović       | HNK Rijeka              | 4,00              | 2024     | 7.  | Teddy Teuma     | Stade de Reims         | 5,05              | 2023     |          |
| 8.       | Mamadou Thierno Barry | Tromsø IL               | 2,55              | 2025     | 8.  | Dante Vanzeir   | New York Red Bulls     | 5,00              | 2022     |          |
| 9.       | Alessio Castro-Montes | KAA Gent                | 2,00              | 2023     | 9.  | Koki Machida    | TSG Hoffenheim         | 4,75              | 2025     |          |
| 10.      | Mohammed Fuseini      | SK Sturm Graz           | 2,00              | 2024     | 10. | Bart Nieuwkoop  | Feyenoord              | 2,80              | 2023     |          |

Bijgewerkt t.e.m. 27 juni 2025

## Bekende (oud-)Unionistes

### Trainers
- 1996-97  Fernand Schmitz,  Roland Vanginderachter
- 1997-98  Freddy Smets
- 1999-2003  Joel Crahay
- 2003-05  Jacques Urbain
- 2005-06  Joe Tshupula Kande
- 2006-07  Joe Tshupula Kande,  Alex Czerniatynski
- 2007-08  Peter Mommaert,  Roland Vanden Bosch
- 2008-09  Jacques Urbain,  Roland Vanden Bosch,  Carmelo Miceli
- 2009-10  Roberto Landi,  Zoltan Kovács
- 2010-11  Dante Brogno
- 2011-12  Dante Brogno,  Giancarlo Oriolo,  Marc Wuyts
- 2012-13  Tom De Cock,  Ludo Wouters
- 2013-14  Jean-Pierre Vande Velde,  Grégory Vanmelkebeke,  Jacques Urbain
- 2014-15  Dražen Brnčić
- 2015-18  Marc Grosjean
- 2018-19  Luka Elsner
- 2019-20  Thomas Christiansen
- 2020-22  Felice Mazzù
- 2022-23  Karel Geraerts
- 2023-24  Alexander Blessin
- 2024-      Sébastien Pocognoli

## Trivia
Volgens voetbalhistoricus en Open VLD-gemeenteraadslid (Sint-Lambrechts-Woluwe) Kurt Deswert zou een door Union met 4-2 gewonnen vriendschappelijke wedstrijd tegen een lokale selectie van Congolezen uit het Belgisch-Congolese Leopoldstad (Kinshasa) tijdens een zomertournee op 16 juni 1957 aanleiding hebben gegeven tot de eerste gewelddadige rellen in de Congolese onafhankelijkheidsstrijd, die er uiteindelijk in 1960 zou komen. Omdat de Europese blanke scheidsrechter twee doelpunten van de Congolezen om dubieuze redenen had afgekeurd, braken er onmiddellijk na de match hevige rellen uit. Belgische toeschouwers die het volgelopen 'Stade Roi Baudouin' wilden verlaten, werden bekogeld met stenen en hun auto's werden vernield. De Unionselectie werd ontzet uit het stadion en diende via omwegen, om de woeste menigte in de ‘inheemse’ wijken van de stad te vermijden, terug naar hun hotel te worden gebracht. Na die veldslag (met 132 gewonden) werden alle voetbalwedstrijden in Leopoldstad gedurende twee weken verboden. 